# Ajilimojili
El ajilimojili (aunque aparece también como ajili-mójili, ajili mojili, ajilimójili, ajilimoje o ajioli jiennense) es una salsa vinagreta típica de muchas regiones de España. Consiste en una especie de salsa de ajo (ajos machacados) que posee diversas formas de preparación.

## Características
Se suelen mezclar los ingredientes en un recipiente con el objeto de hacer la emulsión. Algunas recetas originarias sólo emplean ajos majados y aceite de oliva. Otras recetas incorporan más ingredientes y se elabora con patatas, yema de huevo, pimientos rojos carnosos, perejil, aceite de oliva, vinagre y sal. Las patatas se cuecen con los pimientos, tras la cocción se bate mientras se añade aceite de oliva.